# ヘーリオス
ヘーリオス（古希: Ἥλιος、古代ギリシア語ラテン翻字: Hḗlios）は、ギリシア神話の太陽神である。その名はギリシア語で「太陽」を意味する一般名詞と同一である。象徴となる聖鳥は雄鶏。
太陽は天空を翔けるヘーリオス神の4頭立て馬車であると古代ギリシア人は信じていた。
日本語では長母音を省略してヘリオスとも表記する。
紀元前4世紀頃から、ヘーリオスはアポローンと同一視（習合）されるようになった。これはアポローンに光明神としての性質があったためと考えられる。同様にヘーリオスの姉妹で月の女神であるセレーネーは、アポローンの双子の姉であるアルテミスと同一視されるようになった。

## 概説
ヘーシオドスの『神統記』によれば、ヒュペリーオーンとテイアーの息子である。曙の女神エーオースや月の女神セレーネーは姉妹。また魔女のキルケーやヘーリアデス（太陽神の5人の娘たち）、パエトーンの父親でもある。
アポローンが乗る太陽の車を青空の牧場に駆る御者とも考えられた。
オリュムポスからみて、東の地の果てに宮殿を持つ。盲目になったオーリーオーンの目を治療した。また、常に空にあって地上のすべてを見ているため、アプロディーテーのアレースとの浮気をヘーパイストスに密告したのも、ハーデースがペルセポネーを誘拐した際にゼウスが加担したことをデーメーテールに教えたのもヘーリオスである。

### レウコトエーとクリュティエー
ヘーリオスはアプロディーテー女神とアレース神の不義をいち早く見つけ、女神の夫ヘーパイストスに言いつけた。恥をかかされ、復讐心に動かされたアプロディーテーは、ペルシア王オルカモスの娘である美女レウコトエーにヘーリオスの目を釘付けにさせ、破滅的な熱愛関係にいざなう。ヘーリオスの寵愛を受けていた水のニュンペー・クリュティエーはこれに嫉妬心を募らせ、厳格なオルカモスに娘レウコトエーが男と密通している旨を告げ、その手でふしだらな彼女を裁かせる。淫乱の罪により生き埋めにされたレウコトエーを救えなかったヘーリオスは、神酒ネクタルを彼女の体に降り注ぎ、彼女の姿を乳香の木に変えて天界へと連れてゆく。一方、クリュティエーはヘーリオスからもはや振り向いてはもらえず、太陽を見ながら悲しみ泣き暮らすうちに死んでしまう。そして彼女は一輪の花になり、いつも愛しい人の方を向いているのである。
クリュティエーの変じた花は、ヒマワリやヘリオトロープ、あるいはキンセンカであるとも言われている。概して絵画や文学のモチーフとしてはヒマワリとされることが多いが、ヒマワリは北アメリカ大陸の原産であり、この神話の成立時期にはヨーロッパでは知られていなかった。